# Gerardo di Csanád
Gerardo di Csanád (in ungherese Gellért; in latino Gerardus), al quale la tradizione postuma attribuisce il cognome Sagredo (Venezia, 23 aprile fine del X secolo – Buda, 24 settembre 1046), è stato un vescovo e martire, evangelizzatore dell'Ungheria.
Primo vescovo di Csanád nel regno d'Ungheria, attivo dal 1030 circa alla sua morte, la maggior parte delle informazioni sulla sua vita ci è giunta grazie alla sua agiografia, detta leggenda, che contiene la maggioranza degli elementi convenzionali presenti nelle biografie medievali dei santi. Nacque in una famiglia nobile veneziana, ritenuta probabilmente quella dei Sagredo o dei Morosini nelle fonti scritte secoli dopo. Dopo aver contratto una grave malattia, fu inviato al benedettino monastero di San Giorgio Maggiore all'età di cinque anni. Egli ricevette un'eccellente educazione monastica e imparò anche la grammatica, la musica, la filosofia e qualche principio di diritto.
Lasciata Venezia per un pellegrinaggio in Terra santa intorno al 1020, una tempesta lo costrinse ad interrompere il suo viaggio vicino all'Istria. Per questo motivo, scelse di proseguire via terra attraverso il regno d'Ungheria: constatata la sua brillante personalità, Mauro, vescovo di Pécs, e Stefano I d'Ungheria lo convinsero a non proseguire il suo pellegrinaggio, sottolineando che l'attività del chierico veneziano avrebbe potuto accelerare la conversione degli ungheresi. Gerardo divenne precettore del figlio ed erede del re, Emerico. In breve tempo, Gerardo si recò nella selva Baconia per vivere come eremita vicino a Bakonybél. Stefano I lo nominò vescovo della neonata diocesi di Csanád (che comprendeva l'attuale Banato in Serbia, Romania e Ungheria) intorno al 1030. I monaci benedettini che sapevano esprimersi in lingua ungherese lo aiutarono a interloquire con gli abitanti locali.

## Fonti
La sua agiografia è derivata in gran parte da leggende postume, proliferate dal XII secolo sino addirittura al Novecento. La più antica giunta a noi, la Legenda minor S. Gerardi, composta intorno al 1100, è un compendio di una biografia precedente: quest'ultima non è tuttavia sopravvissuta. La Legenda minor presenta Gerardo principalmente nel ruolo di vescovo. La maggioranza degli studiosi considera la Legenda minor la fonte più affidabile della vita di Gerardo.

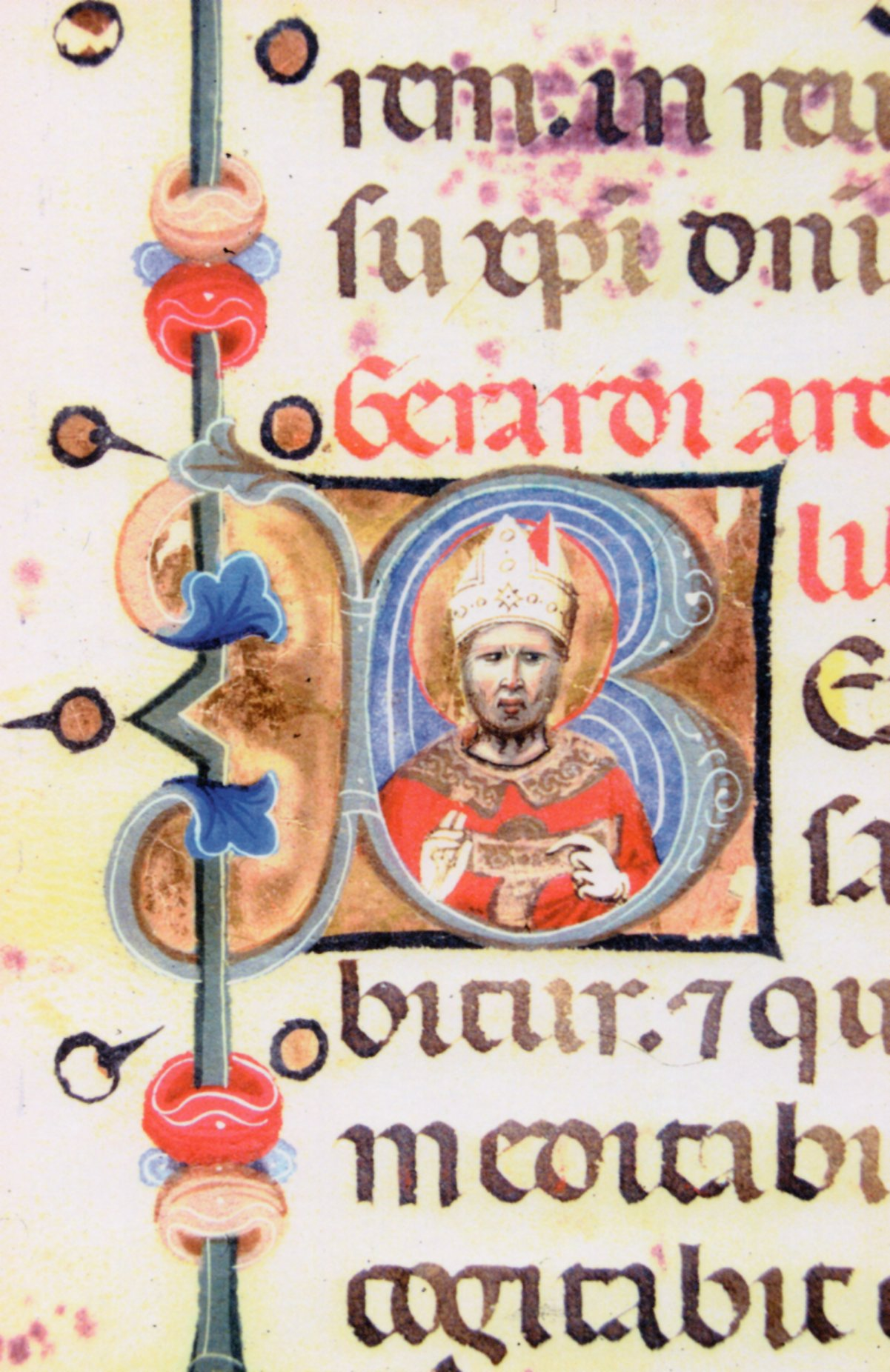
Immagine di San Gerardo Sagredo in un codice miniato, metà sec. XIV Venezia, Biblioteca Naz.le Marciana

La Legenda maior S. Gerardi è invece una compilazione di più fonti, compresa la biografia che anche l'autore della leggenda più breve aveva utilizzato. La Legenda maior fu completata alla fine del XIII secolo o nel XIV secolo. Per secoli questa andò considerata come una fonte dall'indubbia affidabilità, ma tale opinione è cambiata radicalmente nel corso del XX secolo. Alcuni autori si dimostrarono particolarmente critici nei confronti dello scritto, con l'accademico magiaro György Györffy che affermò addirittura che la Legenda maior accorpava una sequela di informazioni false. Anche lo storico Gábor Klaniczay ha sottolineato come l'agiografia più estesa contenga elementi evidentemente anacronistici. Al contrario, il britannico Carlile Aylmer Macartney afferma che la Legenda maior conservava la forma originale della più antica biografia mai redatta su Gerardo (oggi perduta).
Anche l'opera di Gerardo stesso, la Deliberatio supra hymnum trium puerorum, contiene dei riferimenti sulla vita del chierico. La cronaca di Simone di Kéza e la Chronica Picta conservano alcuni frammenti della fonte comune delle due Vite di Gerardo. Benché sia sopravvissuta anche una versione in rima sotto forma di canzone del XIII secolo della leggenda di Gerardo, questa non contiene informazioni ulteriori rispetto a quelle riferite dalla Legenda minor.

## Biografia

### Famiglia e gioventù
La Legenda maior di Gerardo dedica due capitoli alla sua famiglia e alla sua infanzia. Nonostante questo, le notizie sicure sul suo conto, soprattutto quelle precedenti al 1030 (anno della sua nomina a vescovo di Csanád), restano molto scarse. Gli elementi convenzionali delle agiografie medievali abbondano in entrambe le versioni, avvalorando la ricostruzione di quegli studiosi i quali credono che l'autore abbia attinto a vari motivi ispirati da altre opere, in particolar modo dalla Vita di Sant'Adalberto di Praga. Originario di Venezia o comunque del Veneto, nacque sul finire del X secolo da una famiglia nobile. Il fatto che si accennasse alle origini aristocratiche di Gerardo non deve stupire, in quanto era consuetudine sottolineare nelle agiografie dei santi eremiti l'elevata estrazione sociale da cui provenivano.
Non è assolutamente certa la sua appartenenza alla famiglia patrizia dei Sagredo, notizia che compare per la prima volta nella seconda edizione del Catalogus sanctorum di Pietro de' Natali, edita nel 1516. Sebbene la famiglia avesse raggiunto il grado della nobiltà nella società veneziana solo nel XIV secolo, alcuni studiosi, tra cui Fabio Banfi, accettano l'identificazione dei Sagredo come affiliati a San Gerardo. Lo storico László Szegfű afferma che Gerardo era in realtà legato ai Morosini, di altrettanti illustri natali.
Il padre di Gerardo, anch'egli con lo stesso nome, così come la madre Caterina, speravano di avere un figlio da almeno tre anni. Essendo venuto alla luce in data 23 aprile, fu battezzato con il nome del santo del giorno, ovvero san Giorgio martire. L'anno della sua nascita risulta sconosciuto ed è stato individuato tra il 977 e il 1000 circa: gli storici non sono riusciti a individuare un arco temporale più ristretto. Il fatto che decise di adottare il nome del padre si dovette, stando alle sue agiografie, allo scopo di ricordare che l'uomo era morto durante un pellegrinaggio o un viaggio religioso (anacronisticamente associato, nella Legenda maior di Gerardo, a una crociata).

### Monaco benedettino
All'età di cinque anni, Gerardo contrasse una grave malattia non meglio precisata. La sua guarigione fu attribuita alle preghiere dei monaci benedettini del monastero di San Giorgio Maggiore di Venezia. La sua famiglia lo inviò pertanto presto al monastero, dichiarandosi pronta ad avviarlo a una carriera religiosa. Secondo le agiografie a lui dedicate, venne dunque oblato sin dai primissimi anni di vita e imparò nel monastero a scrivere, leggere e apprendere delle conoscenze di base aritmetiche. La Legenda maior sottolinea che Gerardo osservava rigorosamente le regole della vita monastica e indossava degli abiti grossolani per «mortificare il suo corpo». Negli anni della sua formazione, si preoccupò inoltre di apprendere «la parola dei profeti e i discorsi degli apostoli ortodossi». L'uso di certe espressioni (tra cui dux verbi, ovvero «capo del Verbo») suggerisce che Gerardo abbia preso visione del corpus redatto dal teologo Pseudo-Dionigi l'Areopagita in greco.
Dopo che l'abate fondatore del monastero, Giovanni Morosini, si spense nel 1012, Gerardo fu nominato priore ad interim per amministrare il monastero fino all'elezione del nuovo abate, Guglielmo. Quest'ultimo inviò Gerardo a «Bologna» affinché studiasse la grammatica, la musica, la filosofia e qualche principio di diritto. Gerardo menzionò il suo soggiorno in Gallia, dove lesse Platone, circostanza che lascia intuire come la versione originale della Legenda maior o la sua fonte si riferisse ai suoi studi in Borgogna piuttosto che a Bologna. Gerardo fece ritorno al monastero di San Giorgio un lustro più tardi. La Legenda maior riferisce che Gerardo ricevette la nomina di abate nonostante si fosse opposto all'assunzione di tale ruolo. Nessuna informazione sulle sue attività come abate è sopravvissuta nelle fonti, ragion per cui gli studiosi tendono a ipotizzare che, in realtà, egli non ricoprì mai tale carica.
In un momento imprecisato della sua vita, Gerardo si convinse a partire dal monastero e a eseguire un pellegrinaggio in Terra santa. Secondo la sua Legenda maior, egli desiderava seguire l'esempio di San Girolamo. Gli storici moderni immaginano che le lotte interne che coinvolsero la Serenissima, ovvero i conflitti armati tra gli Orseolo e i loro oppositori politici, lo costrinsero a lasciare la città intorno al 1018 o al 1021. Una tempesta lo costrinse a cercare rifugio in un monastero benedettino su un'isola vicino all'Istria. Nel monastero, si imbatté in una certa Rasina, associata dallo storico György Györffy a Radla, una donna che rimase a stretto contatto con Adalberto di Praga. László Mezey sostiene che Rasina era la badessa del monastero di San Martino a Lussino. Rasina convinse Gerardo ad accompagnarla in Ungheria, affermando che «in nessun altro posto al mondo si potrebbe trovare oggi un luogo più adatto ad attirare nuove anime desiderose di conoscere il Signore». La conversione degli ungheresi era iniziata negli anni 970 sotto Géza, ma accelerò solo intorno al 1000. L'organizzazione sistematica della Chiesa iniziò durante il regno del successore di Géza e primo re d'Ungheria, Stefano I, che fu verosimilmente incoronato il primo giorno del nuovo millennio.

### Precettore reale ed eremita

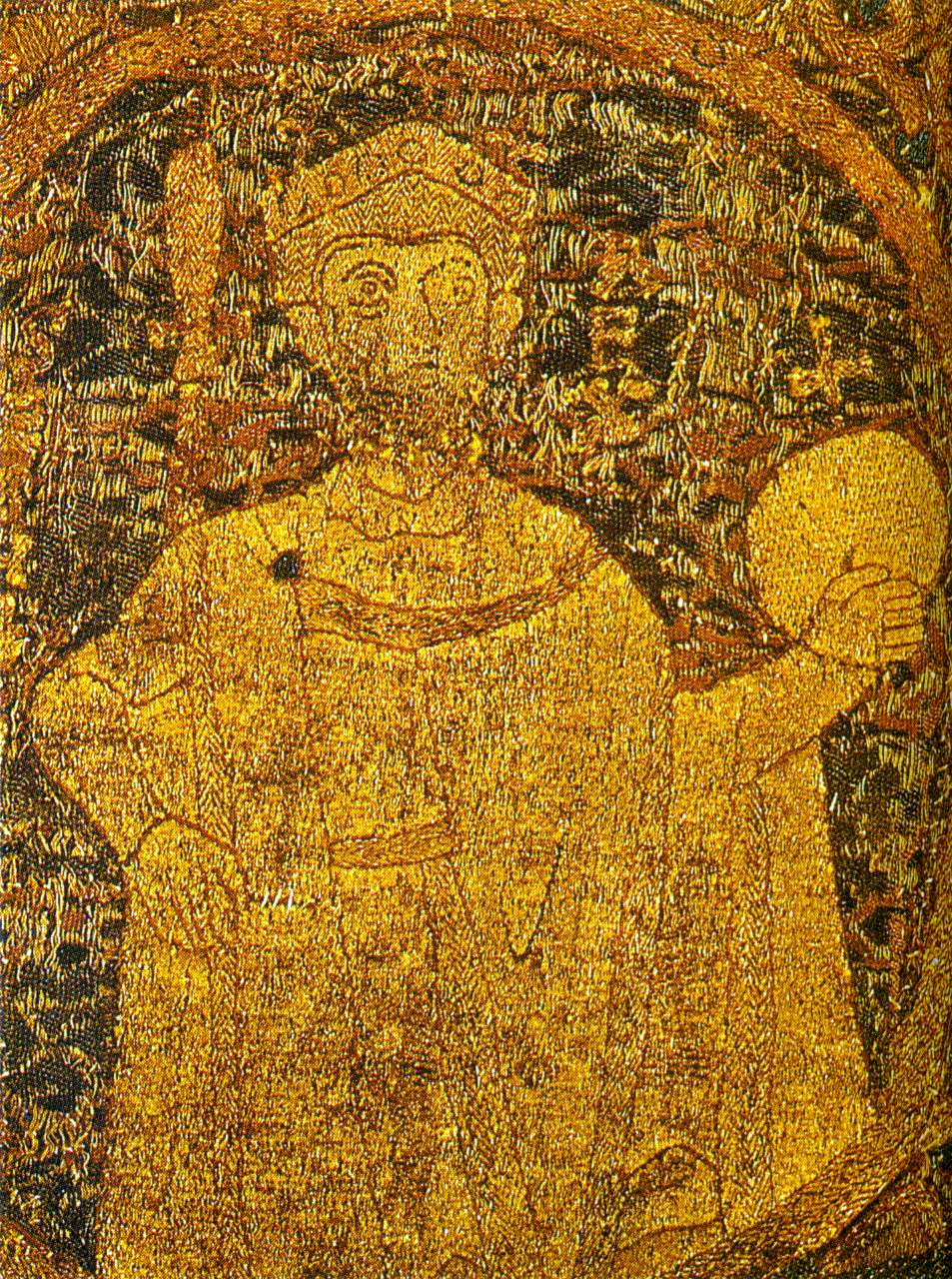
Ritratto di Stefano I d'Ungheria, che convinse Gerardo a rimanere in Ungheria anziché viaggiare in Terra santa

Gerardo e Rasina visitarono Zara, Knin e Senj prima di raggiungere Pécs, in Ungheria. Gerardo incontrò Mauro, vescovo di Pécs, e Anastasio, abate di Pécsvárad, a Pécs. I due prelati volevano convincere Gerardo a rimanere in terra magiara, affermando che era stata «la volontà di Dio» ad averlo portato in quella regione. Dopo che Gerardo tenne dei sermoni in loro presenza, Mauro e Anastasio lo definirono un «maestro del linguaggio», dichiarando che un uomo di chiesa di quel livello non aveva mai messo piede in Ungheria.
Mauro e Anastasio convinsero Gerardo, che voleva continuare il suo pellegrinaggio in Terra Santa, a conoscere re Stefano ad Albareale, ovvero Albareale, l'antica capitale. Durante il loro incontro, il sovrano sottolineò che il suo regno appariva il luogo più adatto per Gerardo «per servire Dio», promettendo che avrebbe autorizzato il veneziano a predicare ovunque in territorio magiaro. Stefano I giunse addirittura a minacciare il chierico che non gli avrebbe permesso di continuare il suo viaggio a Gerusalemme, sottolineando però come in caso di mancata partenza lo avrebbe elevato a vescovo. Alla fine, Gerardo accettò la proposta di Stefano e decise di rimanere nel regno. Poco tempo dopo, durante la festa dell'Assunzione (15 agosto), Gerardo tenne un'omelia in onore della «Donna vestita di sole», la prima testimonianza di cui si ha notizia relativa al culto della Vergine Maria in Ungheria. Secondo Macartney, la descrizione del viaggio di Gerardo nel regno magiaro e i suoi incontri con i due prelati e il re vennero riferiti nella Legenda maior sulla base di un resoconto quasi coevo, malgrado siano presenti dei dettagli evidentemente fittizi, quali le conversazioni tenute tra Gerardo e Stefano I.
Gerardo fu nominato precettore del figlio ed erede di Stefano, Emerico. Il ruolo del chierico come precettore del principe ereditario appare soltanto nella Legenda maior, circostanza che implica si trattasse di una mera invenzione dell'agiografo, il quale voleva creare una forte connessione tra i tre santi più importanti dell'antico regno d'Ungheria; ad oggi tale informazione è ritenuta perlopiù inattendibile. Szegfű scrive che Gerardo potrebbe aver influenzato gli Ammonimenti destinati a Emerico e scritti dal monarca. László Mezey propone che Gerardo fosse responsabile solo della formazione spirituale di Emerico.
Dopo che il percorso di formazione di Emerico giunse alla conclusione, Gerardo si stabilì nella selva Baconia, decidendo di vivere come eremita vicino a Bakonybél, in un luogo dove aveva vissuto il santo Gontiero di Turingia. Szegfű afferma che il ritiro di Gerardo dalla corte reale fu la conseguenza dell'arrivo della famiglia del doge Ottone Orseolo in Ungheria intorno al 1024. Negli anni successivi, Gerardo costruì una cappella ai piedi di una collina, dedicandosi a studi teologici e alla scrittura di omelie in seguito andate perdute. Egli fece riferimento ai commenti che aveva scritto alla Lettera agli Ebrei e al prologo del Vangelo di Giovanni. Stando alle fonti, Gerardo visse come eremita per sette anni: malgrado tale riferimento temporale non sia considerato affidabile, è possibile che egli visse effettivamente in quella regione per un certo periodo.

### Vescovo di Csanád
All'inizio dell'XI secolo, un potente nobile di nome Ajtony, erede di uno dei capi delle antiche tribù ungare, amministrava la regione vicino ai fiumi Tibisco, Danubio e Mureș. Battezzato secondo il «rito greco», egli insediò dei monaci «greci» (o ortodossi) nella sua diocesi sul Mureș. Dopo che Ajtony iniziò a tassare il sale trasportato sul fiume appena citato, Stefano I d'Ungheria inviò l'esercito reale contro di lui sotto il comando di Csanád, un altro capo magiaro che era stato in passato il comandante di Ajtony. Csanád affrontò sul campo di battaglia il suo avversario e uccise Ajtony, il cui dominio fu convertito in una contea. Come ricompensa per i risultati ottenuti, la regione amministrata da Ajtony fu rinominata da Stefano in onore di Csanád.
Dopo la conquista del territorio di Ajtony, Stefano I convocò Gerardo dal suo eremo e lo nominò vescovo della nuova diocesi di Csanád. László Mezey afferma che il re nominò Gerardo ad amministrare la diocesi perché la sua conoscenza della lingua greca e della teologia ortodossa gli permise di predicare in un territorio dove i sacerdoti ellenici avevano fino a quel momento fatto proseliti. Gli Annales Posonienses, scritti in epoca alto-medievale nell'odierna Bratislava, riferiscono che «Gerardo fu consacrato vescovo» nel 1030, ma l'affidabilità di questa data non è stata accettata da tutti gli storici. Il re nominò dodici monaci dei monasteri benedettini in Ungheria per accompagnare Gerardo alla sua sede. Sette dei dodici monaci che sapevano esprimersi in lingua ungherese furono incaricati di fare da interpreti per Gerardo tra gli ex sudditi di Ajtony. I monaci greci giunti durante il governo di Ajtony furono trasferiti da Csanád a un monastero appena fondato a Oroszlámos (l'attuale Banatsko Aranđelovo, nella municipalità di Novi Kneževac in Serbia), e il loro antico monastero venne concesso ai benedettini.
Nel periodo in cui rimase attivo come vescovo di Csanád, Gerardo avrebbe scritto la Deliberatio supra hymnum trium puerum, un'opera incompiuta attorno al cantico dei tre fanciulli nella fornace dal Libro di Daniele. Il testo, in realtà, divaga spesso su tutt'altri argomenti e l'autore dimostra una cultura filosofica e letteraria non indifferente. Alcuni aspetti dell'opera fanno collocare Gerardo tra gli esponenti dell'antidialettica o comunque dell'esegesi simbolico-allegorica fiorita all'epoca nell'ambito monastico. Sono inoltre tramandate alcune interessanti informazioni, quali le eresie ancora radicate nella penisola balcanica (bogomili) e nell'Italia del nordest. Nella stessa, Gerardo afferma di aver scritto anche altre opere e nel 1982 Felix Heinzer gli ha attribuito alcuni frammenti di sermoni mariani.
Gerardo e i monaci benedettini condividevano un'abitazione ed egli proibì loro di lasciarla senza la sua autorizzazione. I monaci erano tenuti ad essere presenti ai riti mattutini e a indossare il saio. Gerardo continuò a indossare l'abito da eremita (il cilicio o delle pelli di capra) e, di solito, trascorreva le giornate da solo nelle foreste vicino all'eremo in cui risiedeva. La sua agiografia scrive anche che spesso «brandiva l'ascia» per tagliare i boschi, «mortificare la sua carne» e aiutare «quelli che dovevano fare questo lavoro».
In qualità di vescovo missionario, Gerardo era incaricato della conversione degli abitanti pagani della sua diocesi. La Legenda maior asserisce che la gente si recava di propria spontanea volontà dal veneziano, senza alcuna distinzione sociale, pregandolo di battezzarli «nel nome della Santa Trinità». Essi portavano con sé, al fine di donarli al vescovo, cavalli, bestiame, pecore, tappeti, anelli e collane. La Legenda maior attribuisce a Gerardo la costruzione di chiese «in ogni città» della sua diocesi per servire il crescente numero di fedeli. Sebbene la Legenda maior gli attribuisca l'istituzione degli arcidiaconi della diocesi di Gerardo, la maggior parte degli studiosi considera quest'affermazione alla stregua di un palese anacronismo. Per quanto concerneva la corte reale, il chierico giunse regolarmente al cospetto di Stefano: è probabile che durante le discussioni ci si confrontasse sui progressi della politica di cristianizzazione adottata dalla corona. Durante un viaggio da Csanád alla corte reale di Albareale o Strigonio, lui e uno dei religiosi al seguito, Gualtiero, si fermarono in un presidio dove una schiava cantava mentre lavorava la farina su una macina. Gerardo si riferiva alla musica come la symphonia Ungarorum ("sinfonia degli ungheresi"), associando il suono del macinino ad un rullo di tamburo. Essendo favorevolmente colpito dall'allegria della donna mentre eseguiva il suo duro lavoro, Gerardo le diede dei doni preziosi.
Stefano I morì il 15 agosto 1038. Suo nipote, il veneziano Pietro Orseolo salì al trono, ma finì detronizzato nel 1041. Il successore di Pietro, Samuele Aba, fece giustiziare molti aristocratici magiari. In visita a Csanád, egli chiese a Gerardo di mettergli una corona in testa durante la messa della Domenica di Resurrezione. Malgrado il veneziano avesse rifiutato di compiere un simile gesto, i vescovi che accompagnarono il re a Csanád eseguirono al suo posto l'incoronazione. Gerardo salì sul pulpito, dichiarando che la «spada della vendetta ricadrà» sulla testa di Aba entro tre anni, perché aveva ottenuto il potere con l'inganno. La credibilità del resoconto della Legenda maior della visita di Aba al cospetto di Gerardo resta oggetto di numerosi dibattiti accademici.

### Il martirio

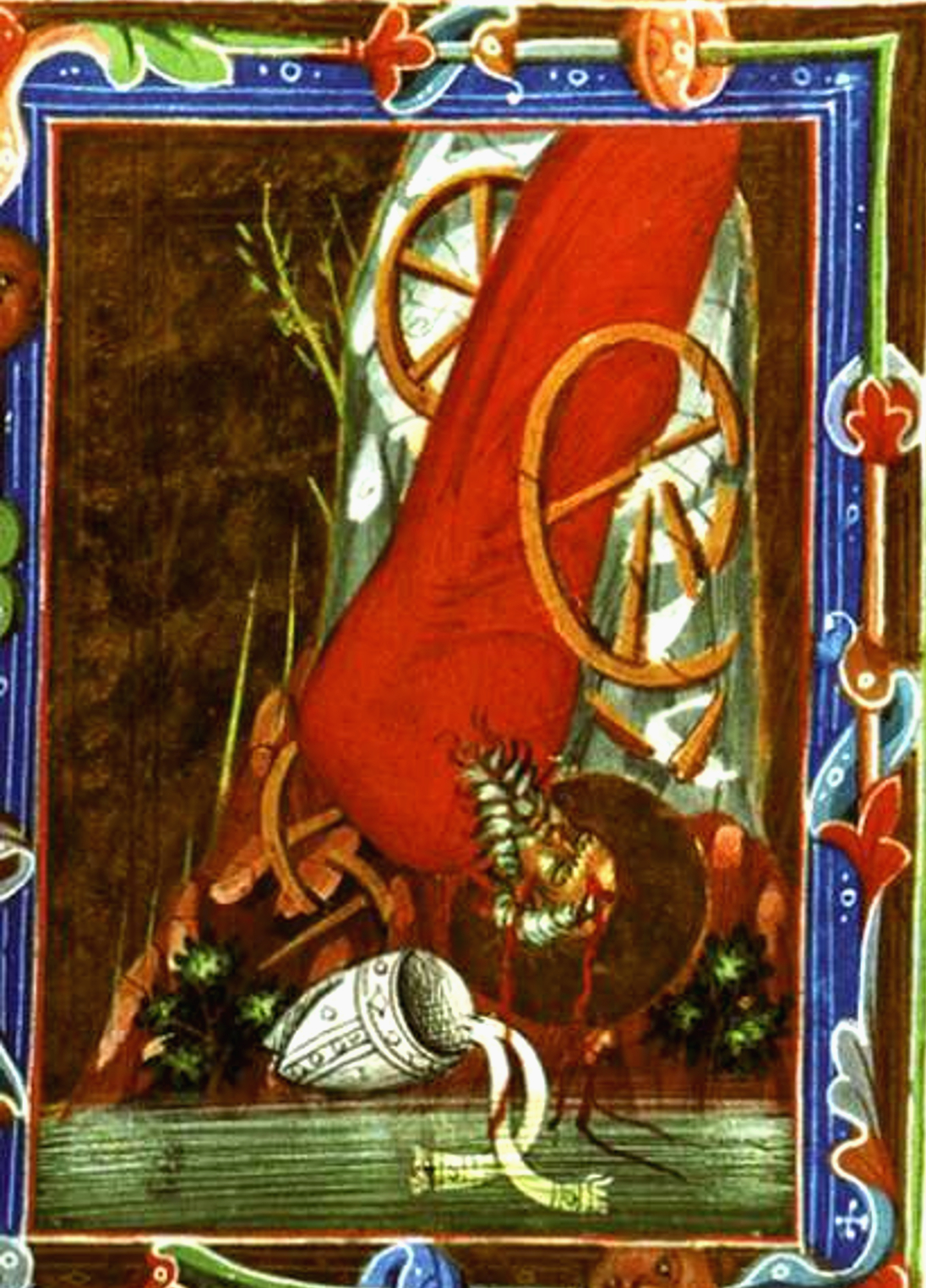
Una miniatura tratta dal Leggendario angioino che mostra San Gerardo sul punto di morire (1330)

La sempre maggiore ingerenza negli affari del regno del Sacro Romano Impero provocò un malcontento generale sfociato in disordini e tentativi di congiura. Il sacro romano imperatore, Enrico III, invase l'Ungheria e sconfisse Aba nella battaglia di Ménfő nel 1044. Pietro Orseolo tornò al potere, ma il suo governo risultò impopolare, perché favorì i suoi compagni tedeschi e italiani. In quel momento, Gerardo passò alla fazione che sosteneva l'insediamento del principe Andrea. Il 24 settembre 1046, mentre si recava a Buda per accogliere il pretendente al trono, fu attaccato dalle milizie di Vata, un pagano che diede il via a un'insurrezione contro la corona e la Chiesa locale.
Il martirio di Gerardo ebbe luogo il 24 settembre 1046, stesso giorno in cui morirono altri due religiosi quali Bystrik e Buldus. Esistono vari resoconti della sua dipartita: secondo uno di essi, fu lapidato, trafitto con una lancia, e il suo corpo gettato dalla collina Gellért nel Danubio. Un racconto alternativo sostiene che fu legato ad un carretto, trascinato sulla cima del monte Kelen (da allora noto come monte San Gerardo) e poi fatto precipitare nel Danubio. Essendo giunto ancora vivo in fondo, venne picchiato a morte. Altri resoconti non supportati da altre fonti riferiscono che fu messo in una botte chiodata e fatto rotolare giù dalla collina durante una rivolta di massa dei pagani.
La fama di san Gerardo si diffuse molto rapidamente e, nel 1083, papa Gregorio VII ne riconobbe il culto pubblico insieme a santo Stefano e sant'Emerico.  Gerardo è attualmente uno dei santi patroni dell'Ungheria. La sua festa è il 24 settembre.
Nel 1986 è stato dichiarato patrono principale della diocesi di Zrenjanin in Serbia.

### Le spoglie

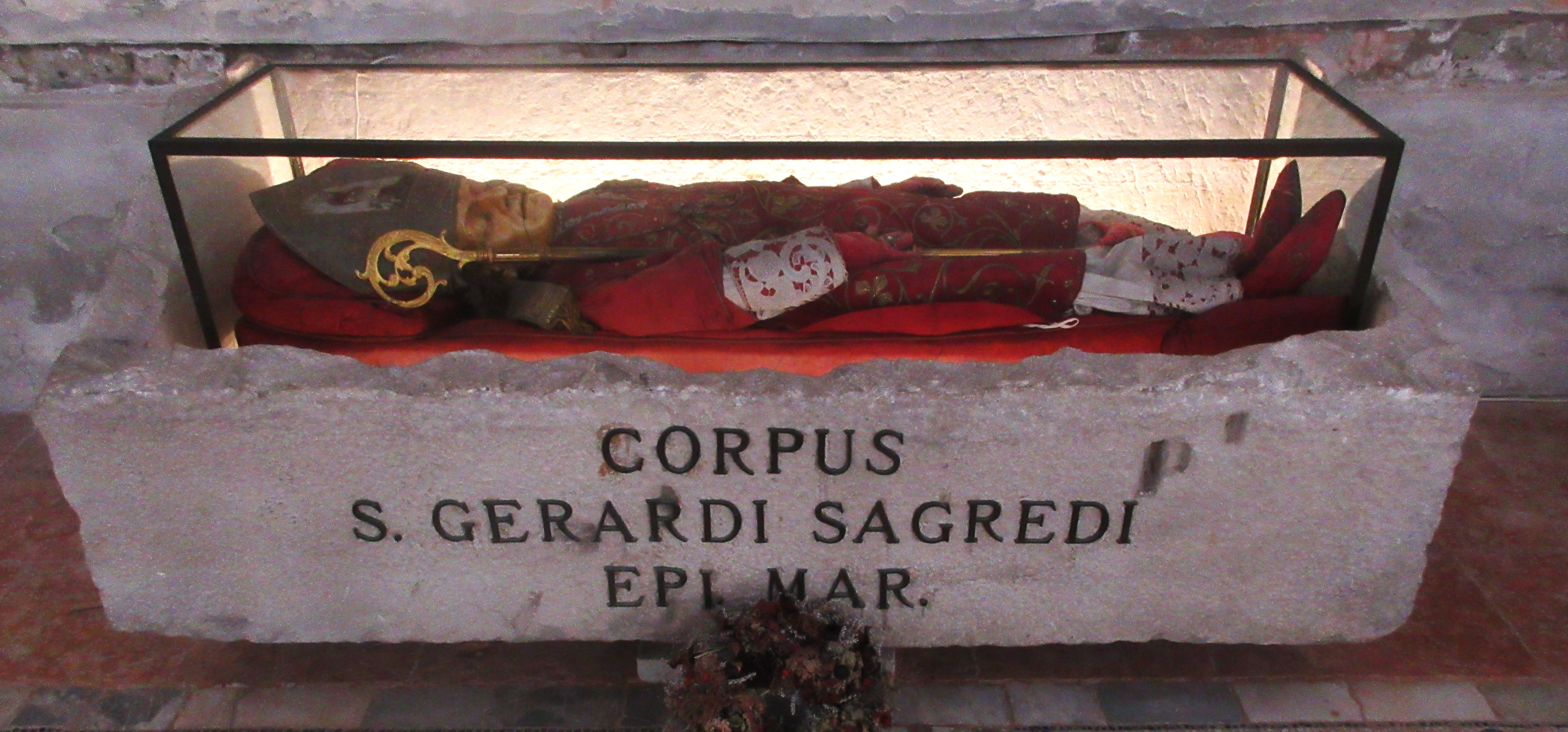
Corpo Gerardo Sagredo

Il suo corpo è conservato sul transetto destro della Basilica dei Santi Maria e Donato, duomo di Murano. Nel 1873 l'abate Vincenzo Zanetti nella sua descrizione della Basillica dei Ss. Maria e Donato riporta una nota tratta da un registro della Cancelleria Muranese: «Per lo M. Fantino Marcello reg. podestà ed per ufficiali di questa comunità fo avuto in dono il corpo di S. Gerardo Sagredo in allora portato a Venezia, dopo letigio havuto con ca Sagredo, et nel 23 febbraio 1400 fo' esso posto con gran pompa nella nostra chiesa di S Maria et Donà con la presentia di M. Filippo Vescovo di Torcello e suo clero et popolo grande». Esistono tuttavia delle testimonianze che anticipano la traslazione del corpo di San Gerardo Sagredo. Flaminio Corner la fissa al 1333 e nel Catalogus sanctorum del 1372 redatto da Pietro Natali si legge: «In ecclesia maiori sancte Marie de Murano requiescit corpus sancti Gerardi episcopi et martiris in altari maioris ipsius ecclesiae». 
Già nel XIII secolo nei libri liturgici marciani si rintracciano tuttavia antifone e responsori composti per l'ufficio e la messa che veniva celebrata il 23 febbraio, giorno della traslazione del corpo di Gerardo Sagredo.
Nella basilica di San Marco a Venezia un mosaico con l'effige di San Gerardo Sagredo risalente alla prima metà del XIII secolo è accompagnata dalla intitolazione "S GERARDVS MĀR[TIR] ET PONTIFES". (San Gerardo martire e pontefice). San Gerardo Sagredo è l'unico martire tra i santi venerati dalla chiesa di Venezia.
Nel 1961 sull'isola Sacca Fisola a Venezia, che era in via di urbanizzazione, fu iniziata la costruzione di una chiesa dedicata a San Gerardo Sagredo su progetto dell'architetto Renato Renosto. La chiesa venne consacrata nel 1963.

## Opere
- Deliberatio Gerardi Morosanae Ecclesiae Episcopi supra hymnum trium puerorum ad Isingrimum liberalem
- Sancti Stephani primi regis Hungariae de regum praeceptis decem ad Sanctum Emericum ducem (tradizionalmente attribuito a Santo Stefano d'Ungheria ma per altri studiosi opera del vescovo veneziano). In tale opera si trova la famosa esortazione, posta a base del Sacro Regno Apostolico d'Ungheria, alla tolleranza e, si direbbe oggi, al multiculturalismo:[64]

(Gerardo di Csanád)

## Galleria d'immagini

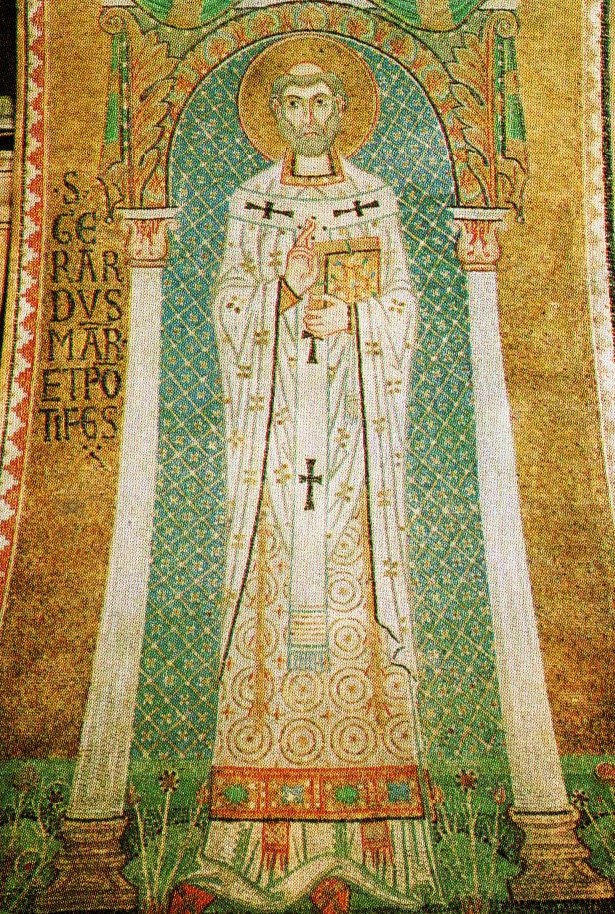
San Gerardo Sagredo, Venezia, San Marco, mosaico, prima metà sec. XIII
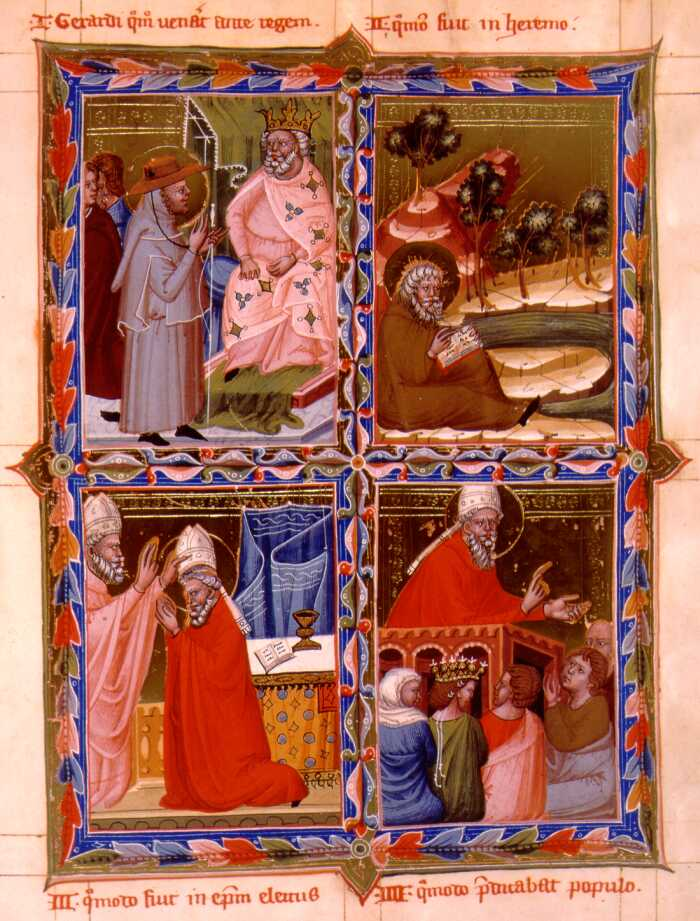
La prima di due miniature sulla vita di San Gerardo Sagredo
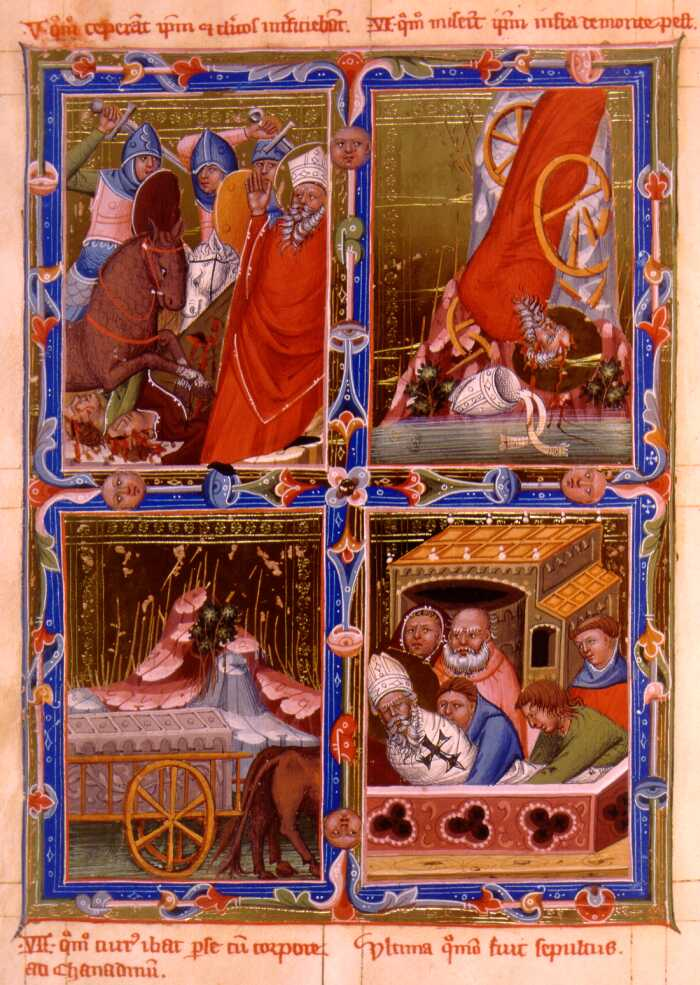
La seconda miniatura del Leggendario ungherese, 1335-1340, Città del Vaticano, Bibl. Apostolica
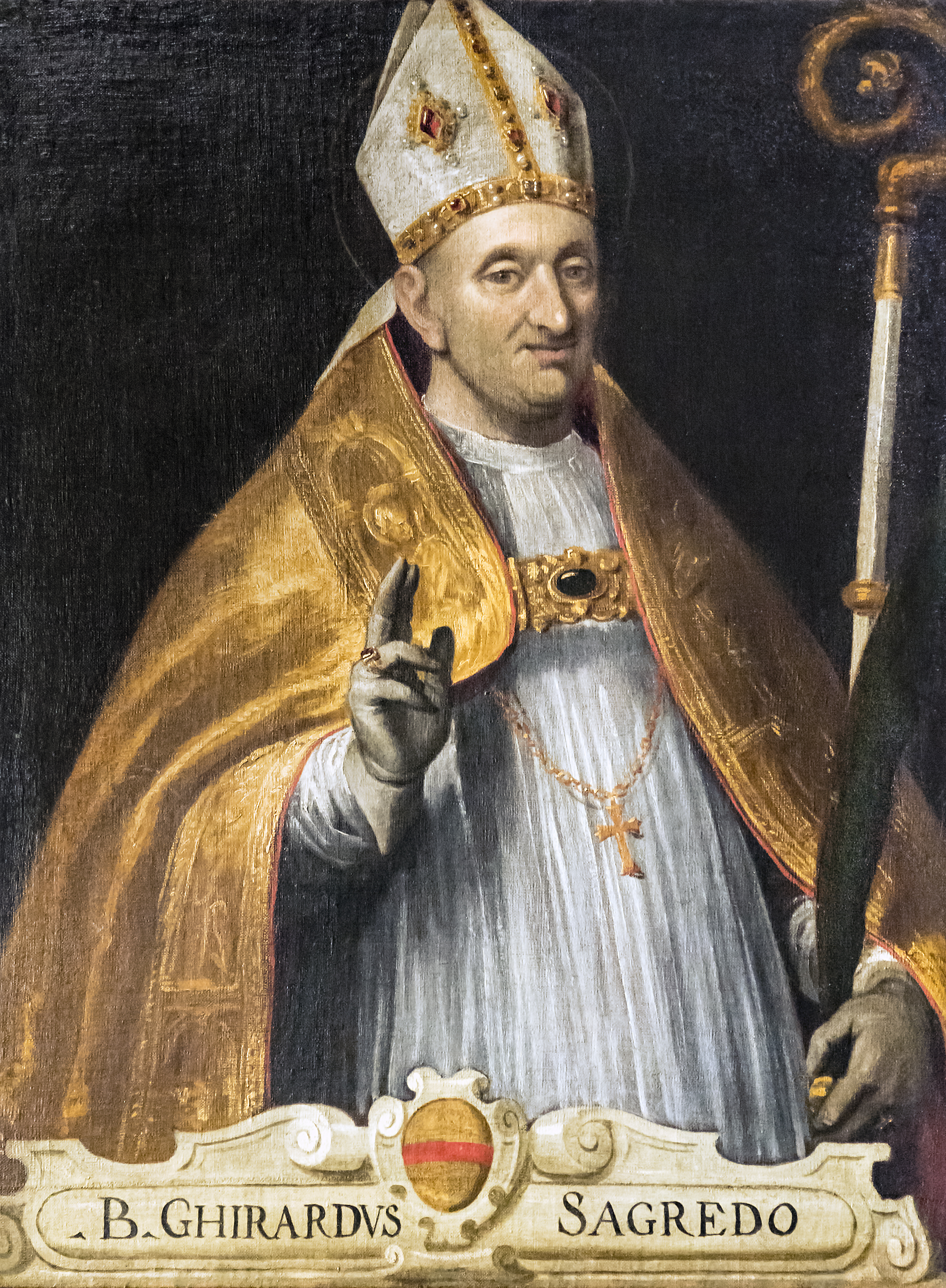
Venezia, Madonna dell'Orto, Cappella San Mauro, 1622 ca.
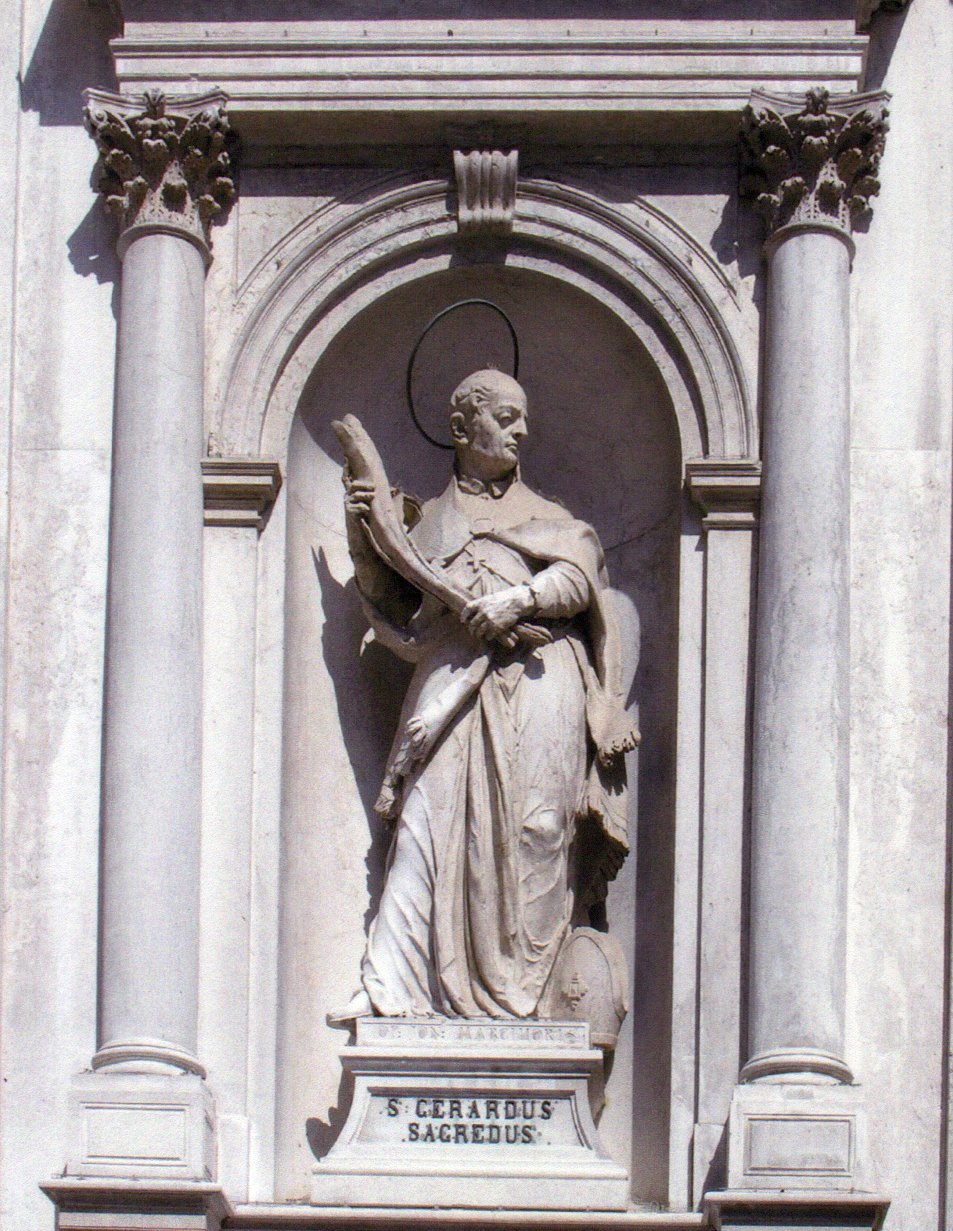
Venezia, San Gerardo a San Rocco, 1766-1767
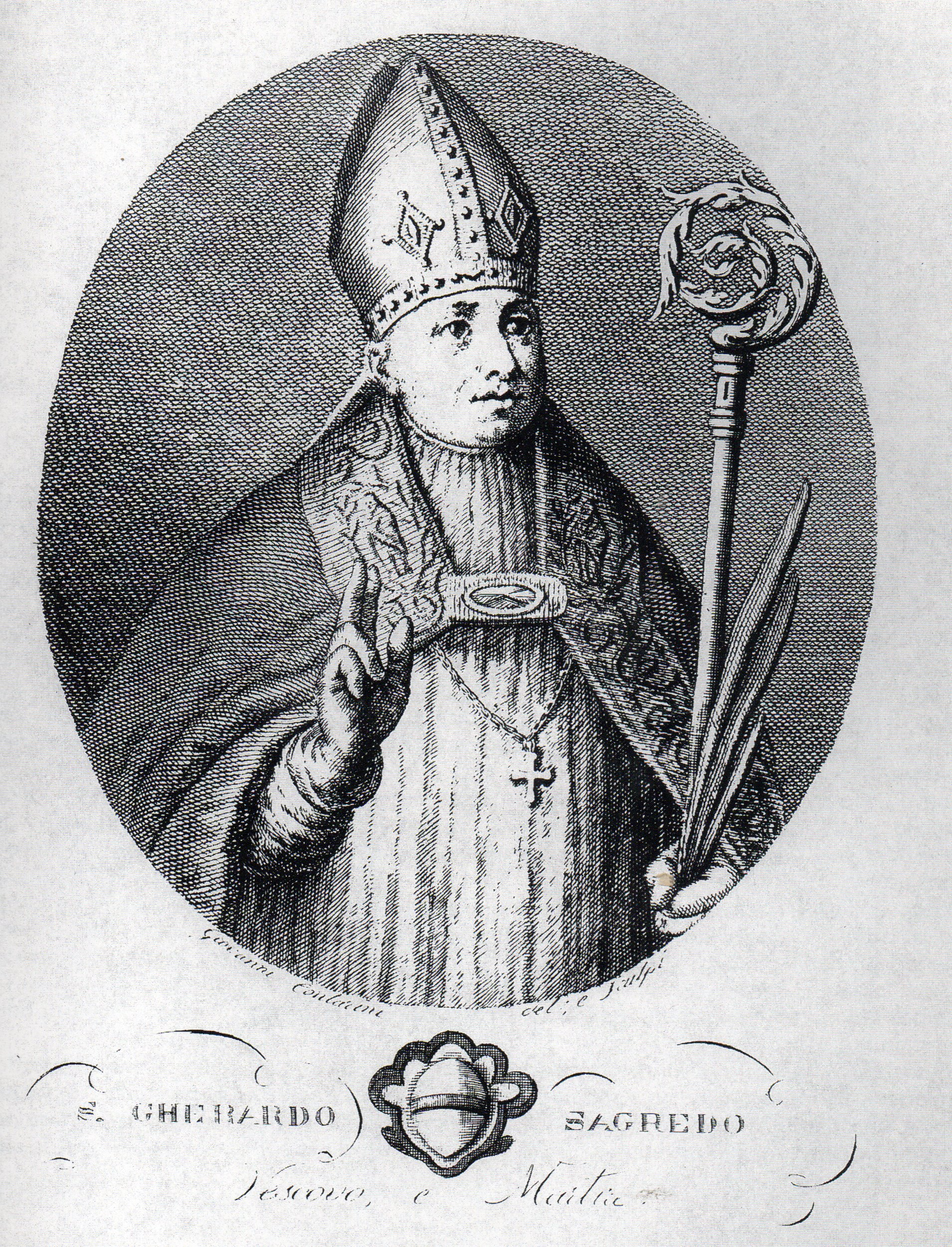
San Gerardo, incisione, 1837
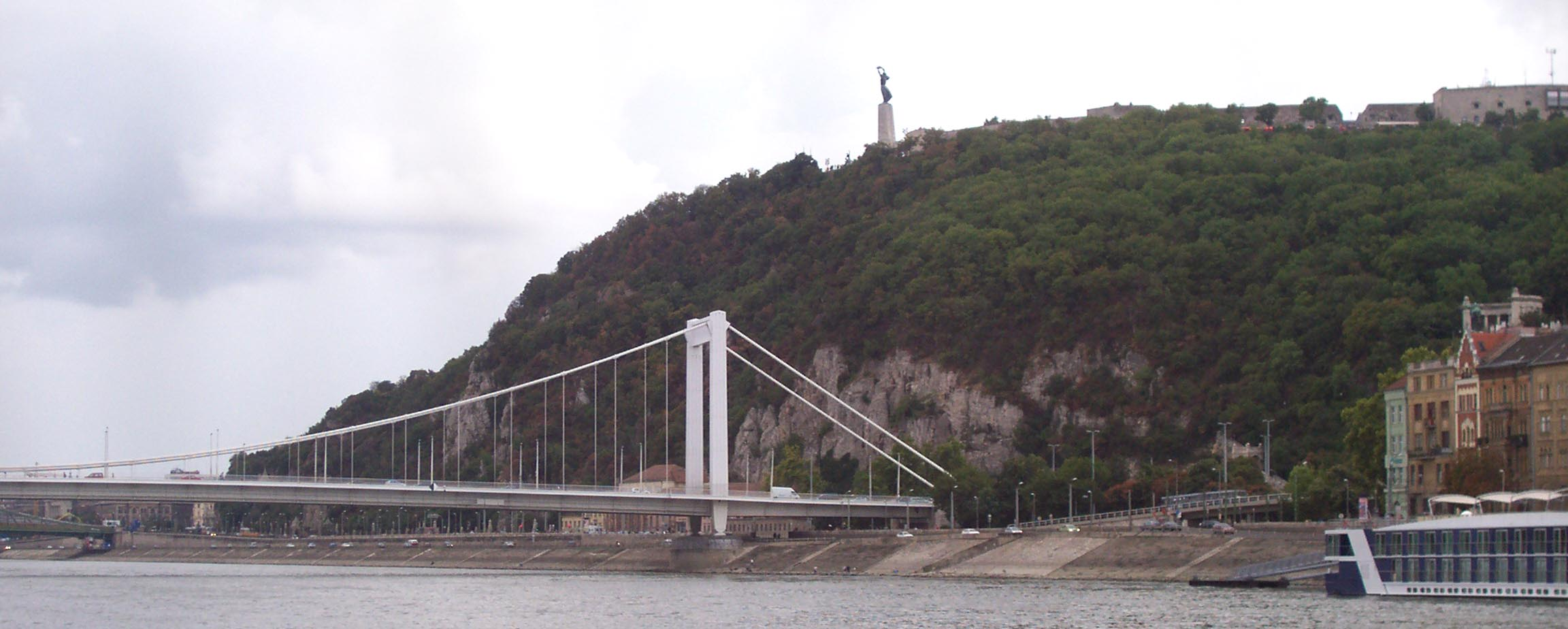
La collina Gellért a Budapest, lungo il Danubio